# Attalea butyracea
Attalea butyracea är en enhjärtbladig växtart som först beskrevs av José Celestino Bruno Mutis och Carl von Linné d.y., och fick sitt nu gällande namn av Jan Gerard Wessels Boer. Attalea butyracea ingår i släktet Attalea och familjen Arecaceae. Inga underarter finns listade i Catalogue of Life.

## Bildgalleri

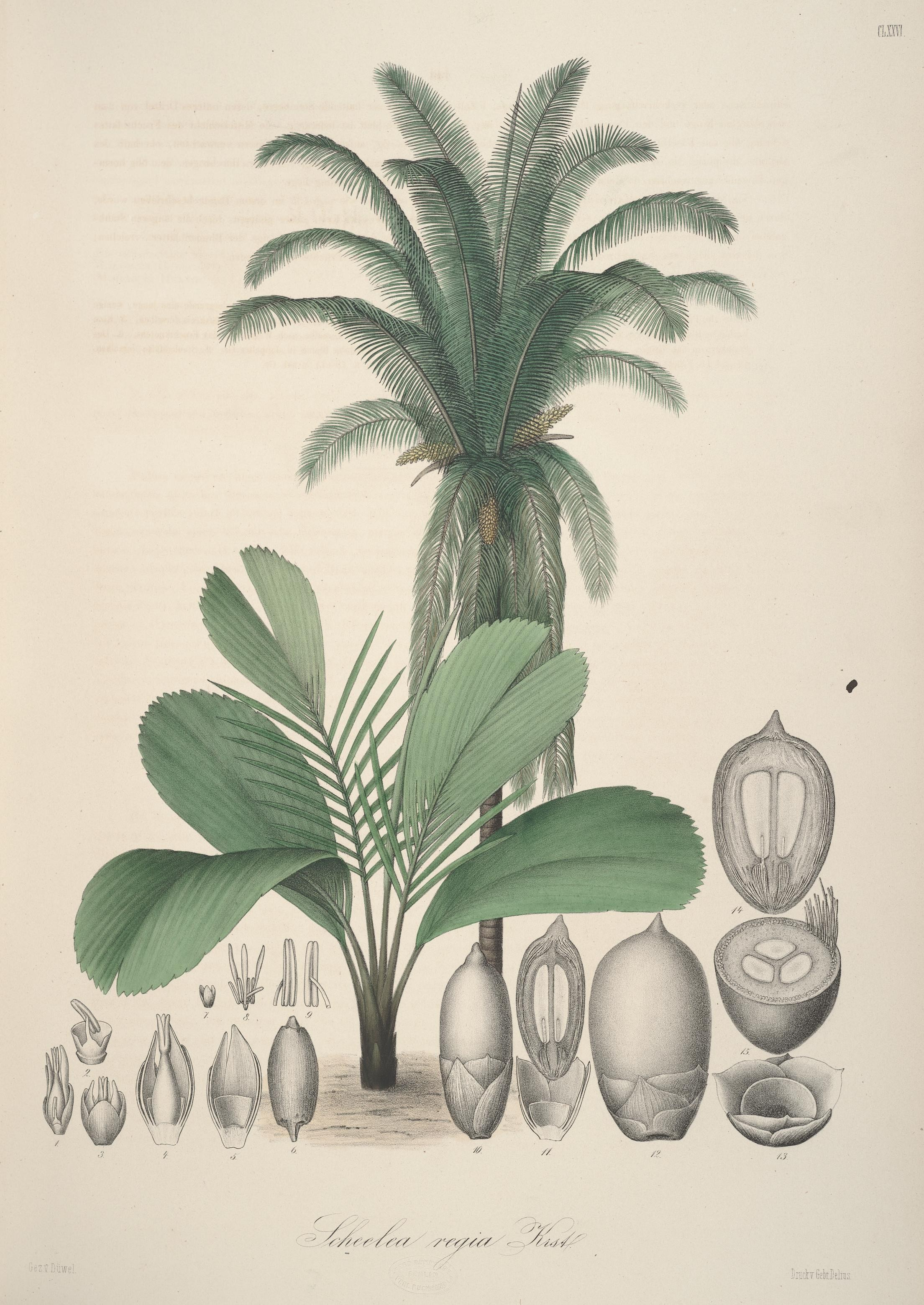
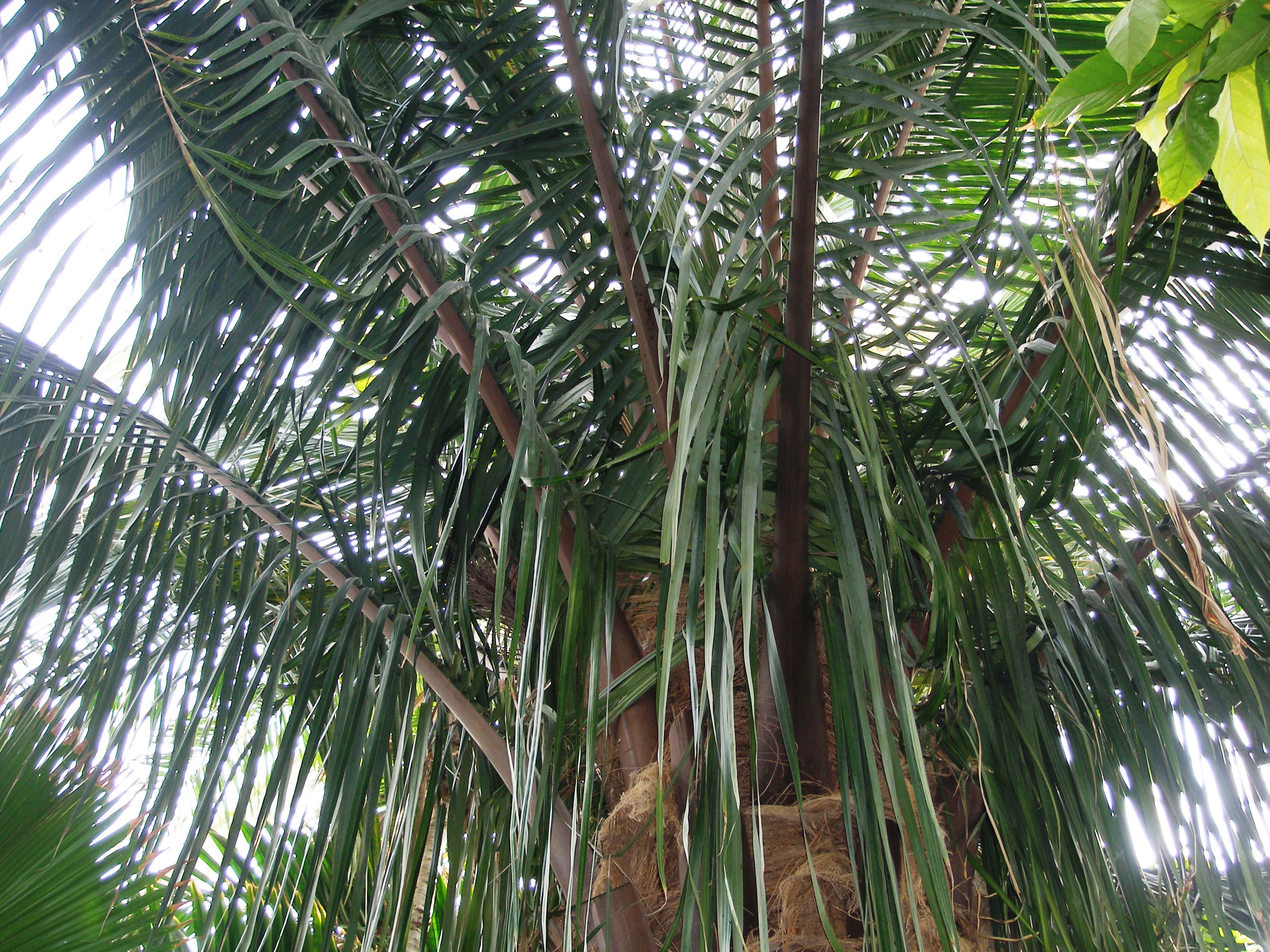
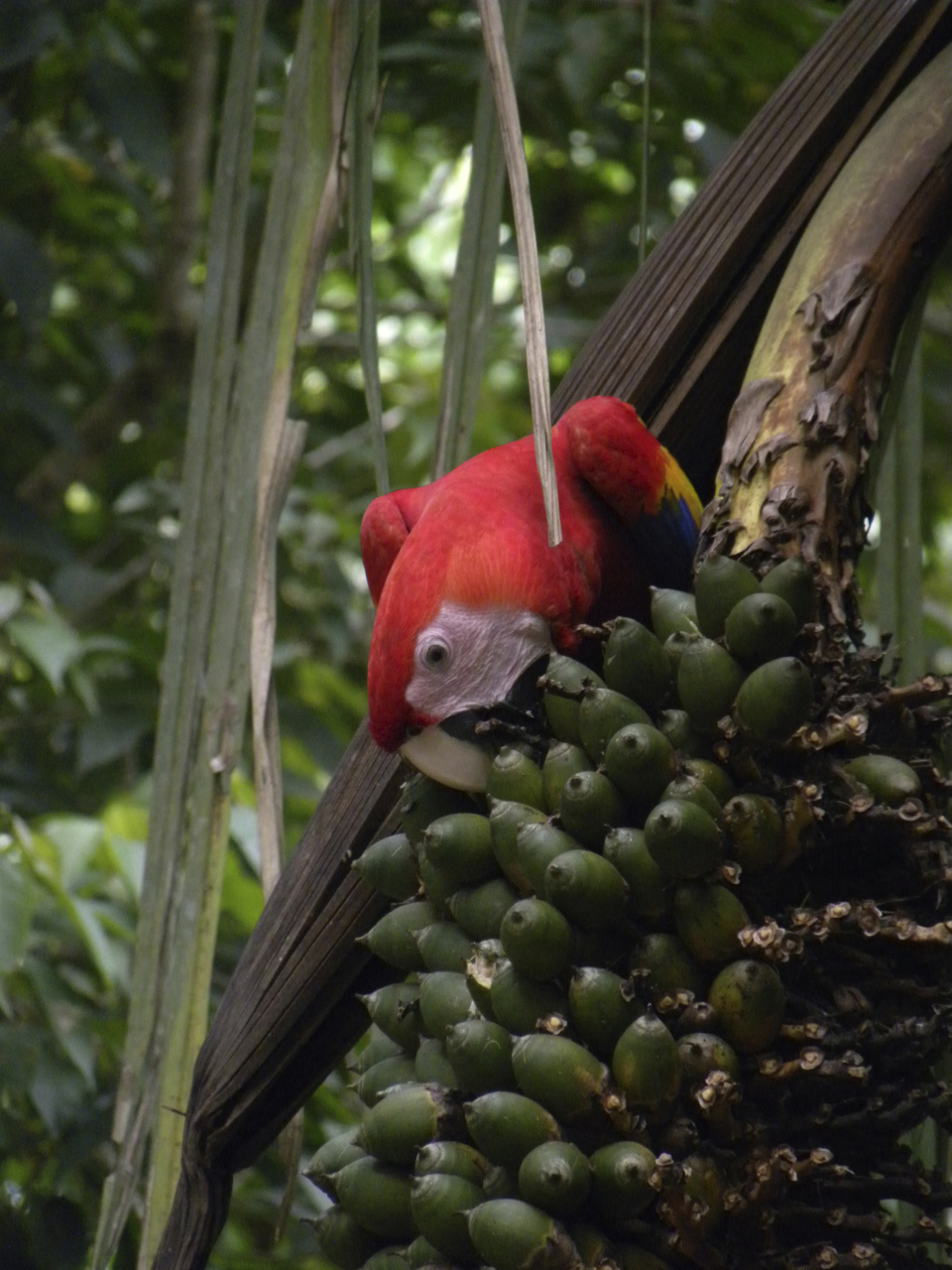
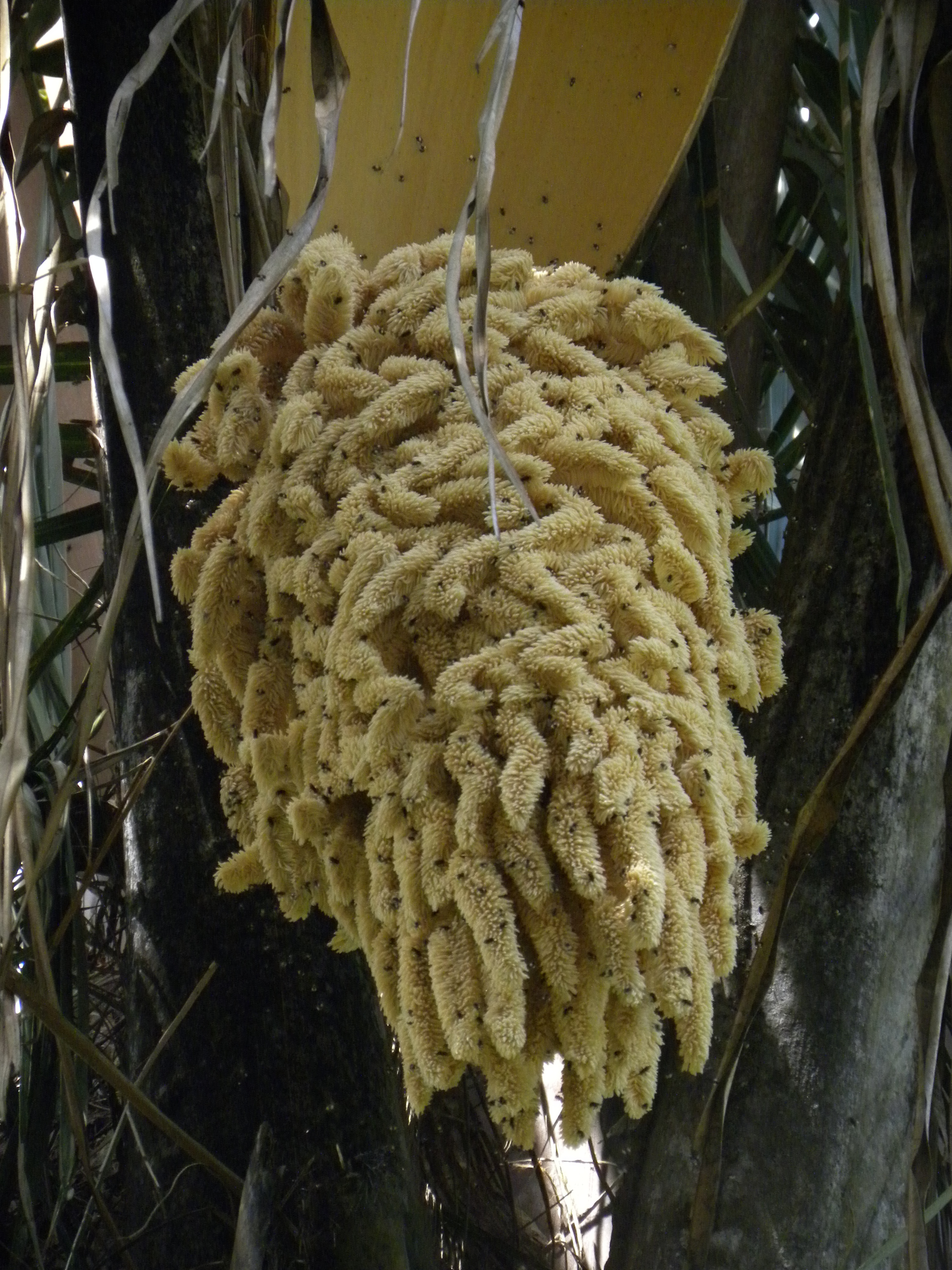